# Principi d'Aufbau
El principi d'Aufbau estableix que els electrons no seran ocupats a nivells superiors d'energia fins que els orbitals menys energètics hagin estat ocupats. Així doncs, conté una sèrie d'instruccions relacionades amb la ubicació d'electrons als orbitals d'un àtom. El model, formulat pel físic Niels Bohr, va rebre el nom d'Aufbau (de l'alemany Aufbauprinzip: principi de construcció) en comptes del nom del científic. També es coneix popularment amb el nom de regla del xerrac o regla de Madelung.
Els orbitals s'omplen respectant la regla de Hund, que diu que cap orbital no pot tenir dues orientacions del gir de l'electró sense abans que els nombres quàntics magnètics restants de la mateixa subcapa en tinguin almenys un. Es comença amb l'orbital de menor energia.
Primer ha d'omplir-se l'orbital 1s (fins a un màxim de dos electrons), d'acord amb el nombre quàntic l.
Seguidament, s'omple l'orbital 2s (també amb dos electrons com a màxim).
La subcapa 2p té tres orbitals degenerats en energia denominats, segons la seva posició tridimensional, 2px, 2py, 2pz. Així, els tres orbitals 2p poden omplir-se fins amb sis electrons, dos en cadascun. De nou, d'acord amb la regla de Hund, tots han de tenir almenys un electró abans que algun arribi a tenir-ne dos.
I així, successivament:
1s²2s²2p⁶3s²3p⁶4s²3d¹⁰4p⁶5s²4d¹⁰5p⁶6s²4f¹⁴5d¹⁰6p⁶7s²5f¹⁴6d¹⁰7p⁶
El principi d'exclusió de Pauli ens adverteix, a més, que cap electró en un àtom pot tenir la mateixa combinació de nombres quàntics com a descripció del seu estat energètic.
La configuració electrònica es pot construir col·locant electrons, en els orbitals més baixos disponibles, fins al nombre total d'electrons agregats sigui igual al nombre atòmic. Per tant, els orbitals calen en l'ordre d'energia creixent, utilitzant dos regles generals per ajudar a configurar prèviament configuracions electròniques:
1. Els electrons es converteixen en òrbites en ordre de valor creixent de (n + ℓ).
2. Per a subcapes amb el mateix valor de (n + ℓ), els electrons es converteixen en primer lloc a la subcapa amb menor n.

## Regla del xerrac o de les diagonals (diagrama de Moeller)
Per a omplir els orbitals correctament, s'ha de seguir la direcció de la fletxa, tal com es mostra en la gràfica. Primer 1s, després 2s, després puja a 2p i baixa 3s, 3p i baixa a 4s. En aquest punt, el següent nivell d'energia més baix no és 4s, sinó que puja a 3d per, després, baixar a 4p i 5s. I així, successivament.
Se l'anomena regla del xerrac a causa de l'acció de pujar i baixar de la manera descrita:
1s, 2s, 2p, 3s, 3p, 4s, 3d, 4p, 5s, 4d, 5p, 6s, 4f, 5d, 6p, 7s, 5f, 6d, 7p…
La regla del xerrac també serveix per a ordenar els orbitals segons els seus nivells.